# Pierre d'Alcantara de Querrieu
Pierre Alvar Arnold Marie Joseph François-de-Borgia Grégoire Hubert graaf d'Alcantara de Querrieu (Bachte-Maria-Leerne (Kasteel van Ooidonk), 2 november 1907 - Oranienburg, kamp Sachsenhausen, 14 oktober 1944) was een Belgisch edelman.
De naam "d'Alcantara" is van Spaanse afkomst. De familie werd in de Belgische adel erkend in 1842 en verkreeg de titel van graaf vanaf 1852. De vader van Pierre d'Alcantara, graaf Jean d'Alcantara (1879-1945) kreeg bij Kon. Besluit van 18 augustus 1927 de toevoeging van de naam 'de Querrieu' (naam van de overgrootmoeder van zijn vrouw Marie Lucie t'Kint de Roodenbeke). Dit onderscheidt de nazaten van de jongere tak van die van de oudere tak die gewoon d'Alcantara heten.
Pierre Alvar d'Alcantara was de oudste zoon van graaf Jean d'Alcantara de Querrieu en van barones Marie-Lucie 't Kint de Roodenbeeke (1885-1929). Graaf Arnold t'Kint de Roodenbeke was zijn grootvader. Hij was dus een telg uit de familie t'Kint de Roodenbeke, die het kasteel van Ooidonk sinds 1864 in haar bezit heeft.
D'Alcantara behaalde zijn diploma van doctor in de rechten en trouwde op 22 juli 1933 met prinses Stéphanie van Windisch-Graetz in koninklijke parochie van St Jacob-Op-De Koudenberg. Zij was de dochter van prins Otto zu Windisch-Graetz en van aartshertogin Elisabeth Marie van Oostenrijk en een kleindochter van aartshertog en kroonprins Rudolf van Oostenrijk en Stefanie van België, hetgeen haar een achterkleindochter maakte van koning Leopold II. Zij hertrouwde in 1945 met Karl-Axel Björklund (1906-1986). Pierre Alvar en Stephanie kregen een zoon, Alvar Etienne d'Alcantara de Querrieu (1935-2019) die uit zijn eerste huwelijk twee dochters en een zoon heeft, Frédéric (1958), die zelf vier kinderen heeft.

## Verzet van de Grenadiers
De graaf was lid van de hofhouding van Leopold III. Net zoals zijn collega Amaury de Mérode was hij niet gelukkig met het tweede huwelijk van de koning. Graaf d'Alcantara is een van de personen die vastbesloten is verzet te bieden aan de Duitse bezetter, zijn ideeën schreef hij zorgvuldig neer waardoor we een goed beeld hebben van zijn vaderlandsliefde.
Hij nam deel aan de Achttiendaagse Veldtocht als reserveluitenant bij de Grenadiers. Vanaf einde juni 1940 sloot hij zich aan de hergroepering officieren van zijn regiment die in het Verzet ging. Deze groep van Grenadiers stond onder leiding van officier van Kaeckenbeeck. De graaf organiseert de maandelijkse geheime bijeenkomsten in zijn woning te Brussel. Langzaam groeide deze verzetsgroep uit tot enkele honderden militairen onder leiding van enkele adellijke officieren. Na een ongelukkige brand in de magazijnen van de grenadiers ontdekt de Gestapo onregelmatigheden bij een officier. In augustus 1942 werd bij een huiszoeking bij een van de officieren, het volledige organigram door de Duitsers ontdekt en werden de meeste erop vermelde officieren gearresteerd, onder wie graaf d'Alcantara, graaf de Hemptinne, graaf de Grunne en Jacques Thibault de Boesinghe. De officieren werden zonder genade opgepakt en ondervraagd. De Gestapo geeft het bevel allen naar Duitsland af te voeren. Van de 90 arrestanten zouden meer dan de helft de kampen hebben overleefd. Graaf d'Alcantara werd achtereenvolgens opgesloten in Bochum, Essen, Sonneburg en uiteindelijk in het concentratiekamp van Sachsenhausen, waar hij stierf. Schriftelijke getuigenissen van overlevenden hebben veel lof voor graaf d'Alcantara die in de ziekenboeg van Sachsenhausen zijn laatste adem uitblies.
Het dagboek van de graaf met zijn notities werd toegevoegd aan het archief van de Graaf van Vlaanderen in de verzameling van het Koninklijk Paleis te Brussel.